# Okres Rétság
Okres Rétság (maďarsky Rétsági járás) je jedním z šesti okresů maďarské župy Nógrád. Jeho centrem je město Rétság.

## Sídla
V okrese se nachází celkem 25 měst a obcí.
Města
- Rétság

Obce
| - Alsópetény - Bánk - Berkenye - Borsosberény - Diósjenő - Felsőpetény - Horpács - Keszeg - Kétbodony - Kisecset - Legénd - Nagyoroszi | - Nézsa - Nógrád - Nógrádsáp - Nőtincs - Ősagárd - Pusztaberki - Romhány - Szátok - Szendehely - Szente - Tereske - Tolmács |